# Película instantánea

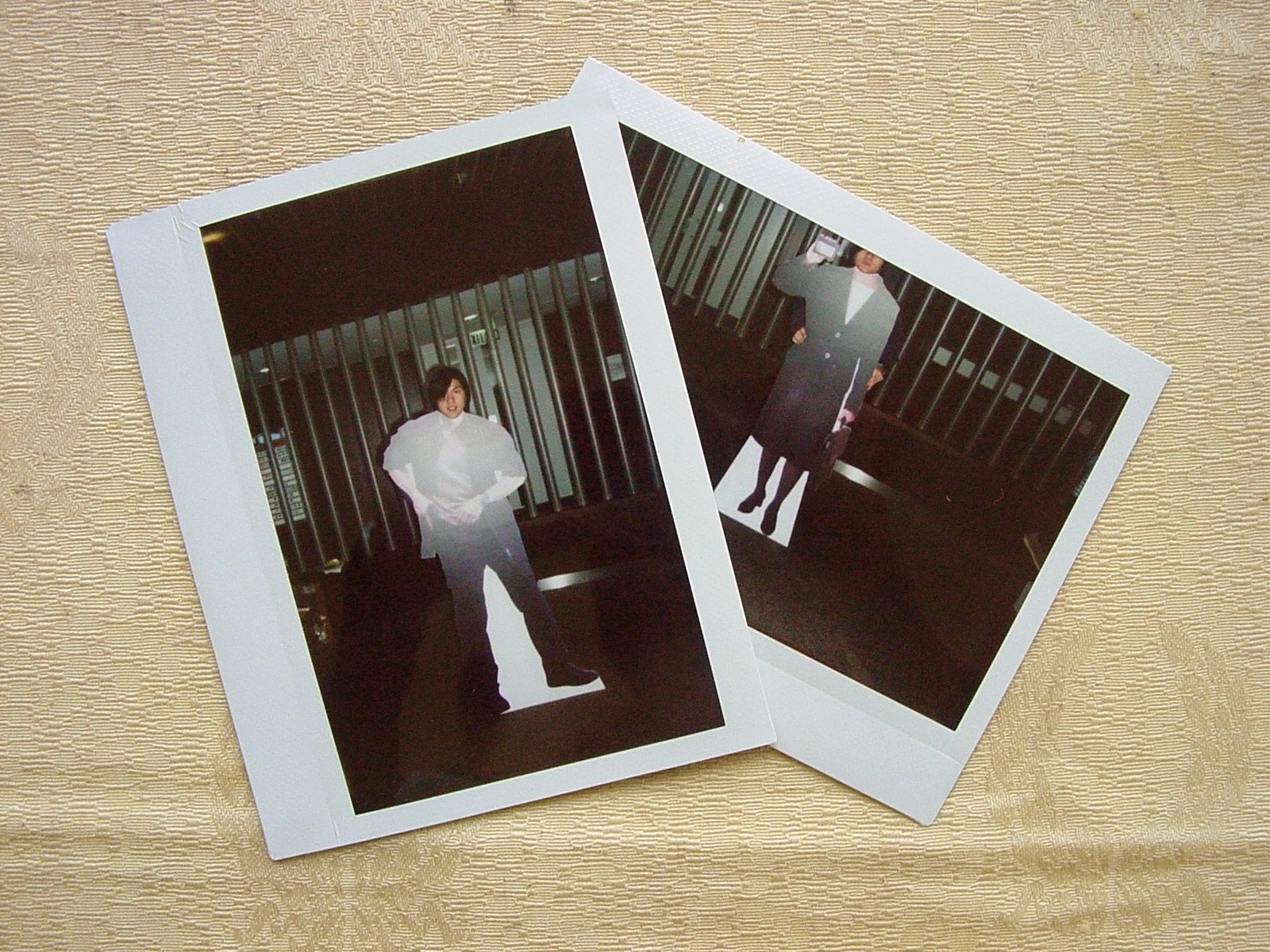
Dos fotografías tomadas con película instantánea Fujifilm Instax Wide.

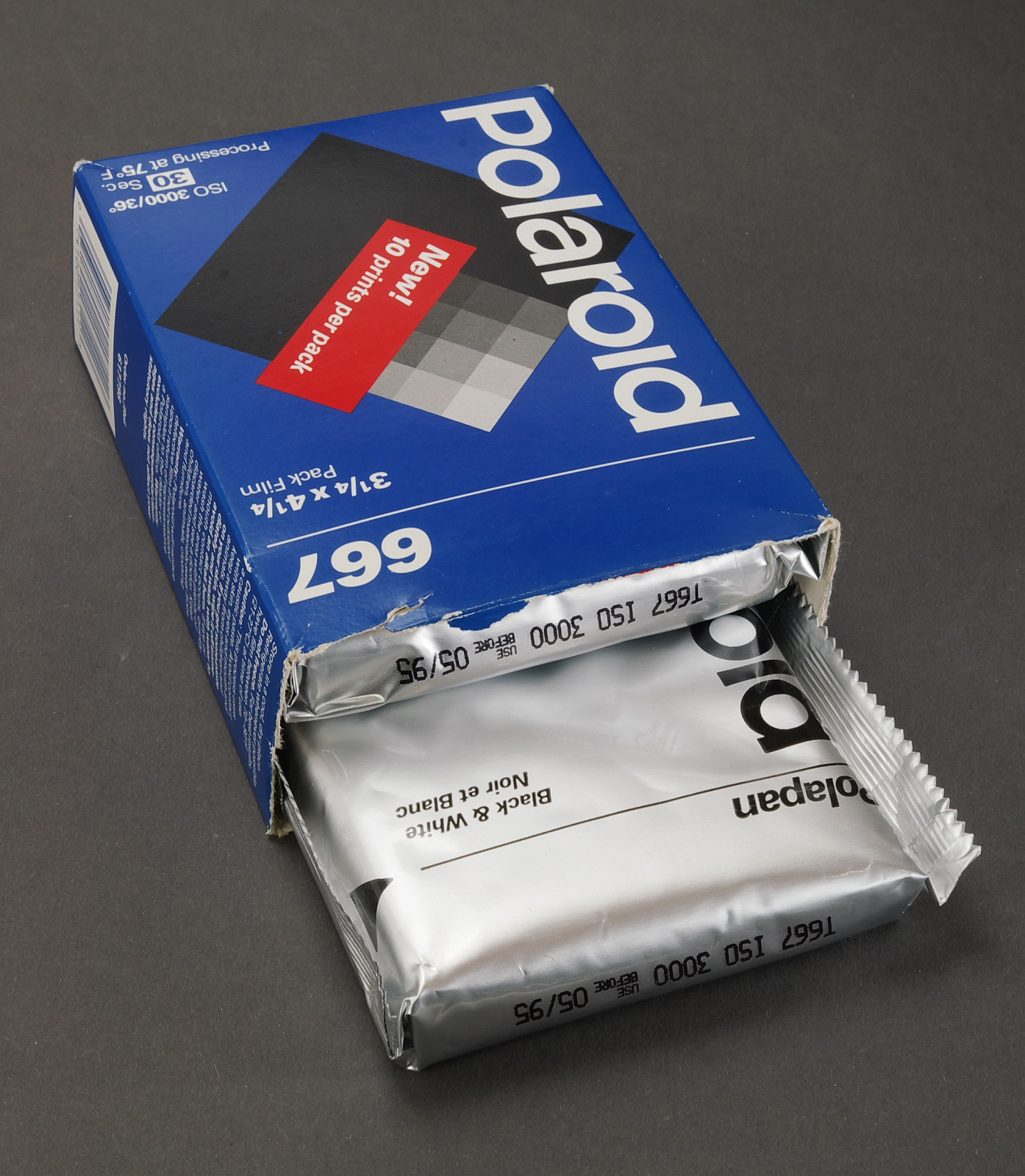
Película Polaroid tipo 667.

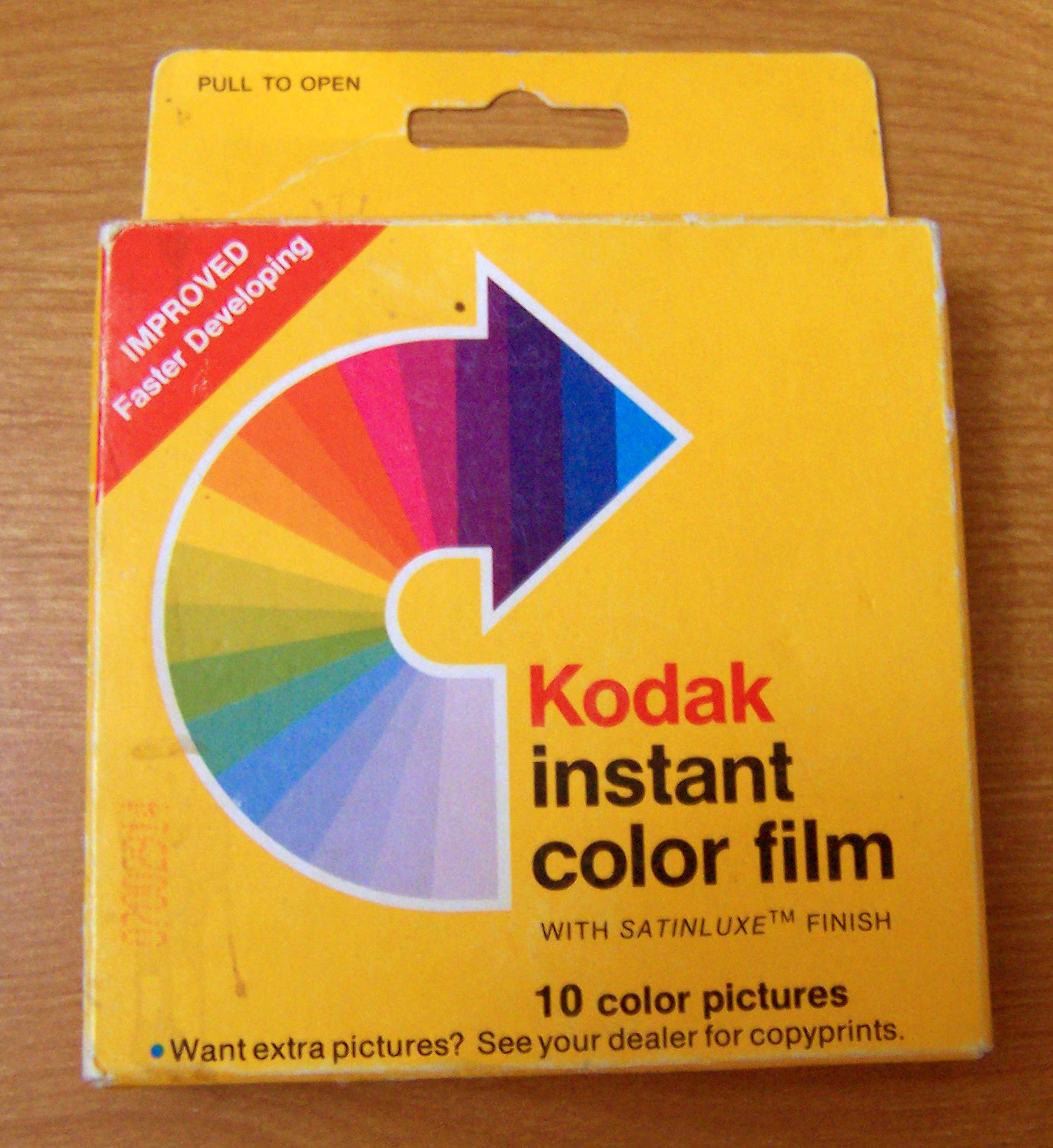
Película instantánea Kodak.

La película instantánea es un tipo de película fotográfica diseñada para ser usada en una cámara instantánea. La película contiene las sustancias químicas necesarias para revelar y fijar la foto, además de exponer e iniciar el proceso de revelado, después de hacer una fotografía.
Cámaras instantáneas: La película es tirada por los rodillos al derribar una vaina. Este emparedado de película se revela durante un tiempo predeterminado, dependiendo del tipo de película y la temperatura ambiente. A continuación, la hoja positiva es pelada lejos del negativo para descubrir la foto revelada.
La película instantánea está disponible en tamaños de 24 mm x 36 mm hasta 20 " x 24 ".Los tamaños de películas más populares entre los consumidores es de 3 ¼ " x 4 ¼ " aproximadamente. Los paquetes de película integrales contienen una batería plana eléctrica para manejar mecanismos de exposición / enfoque, así como motores de eyección de película en la cámara. 
La fotografía instantánea es usada en situaciones donde es necesario validar la imagen, como por ejemplo en la identificación personal o en el empleo de los pasaportes. La película inmediata también es usada por artistas para alcanzar los efectos que son imposibles de lograr con la fotografía tradicional, manipulando la emulsión durante el proceso de revelado.
Actualmente, la película instantánea está siendo suplantada por la fotografía digital e impresa.

## Tipos de película instantánea
Las películas instantáneas pueden ser divididas en 4 tipos básicos:
-Carrete: Fue distribuido en dos rollos separados en negativo y positivo y revelado en el interior de la cámara. Fue introducido en 1948 y fue usado hasta 1992.
-Paquete de película: Fue distribuido en un embalaje, que contenía ambas hojas, positivas y negativas y revelado en el exterior de la cámara. Fue introducido en 1963 y aún está en elaboración.
-Película integral: También está distribuida en un embalaje, pero cada envoltorio de película contiene todos los elementos químicos para exponer, revelar y fijar la fotografía. Fue introducido en 1972 aunque a partir de junio de 2008, Polaroid cerró su fábrica de papel en Holanda.
-Polavision: Una foto instantánea en movimiento, Polavision, fue introducida por Polaroid en 1978, con un formato de imagen similar al Super 8 mm, y basado en una mejora del proceso de color. Polavision requería una cámara específica y una superficie para el espectador de dicha cámara, pero no tuvo éxito comercial. No obstante, ayudó al desarrollo de la proyección de diapositivas en color de 35mm.
La película Polavision ha sido retirada del mercado.

## Thermo-Autochrome
Es un papel térmico multicolor comercializado desde principios de la década de 1990 con la introducción del sistema de Fujifilm Thermo-Autochrome (TA). Fue seguido a mitad de la década del 2000 por el desarrollo del sistema Polaroid Zink ("Zero Ink"). Ambas patentes se basan en recubrimientos multicapa con tres capas de color separadas, pero se utilizan diferentes métodos para la activación independiente de cada capa.

## Tipos de película Polaroid Pack
La siguiente tabla muestra las películas Polaroid Pack fabricadas:
| Modelo  | Tipo  | Velocidad ASA | Tiempo de revelado | Notas                                                       |
| ------- | ----- | ------------- | ------------------ | ----------------------------------------------------------- |
| 055     | B & W | 3000          | 15 s               | para estudio                                                |
| 084     | B & W | 3000          | 15 s               | para grabación CRT                                          |
| ID      | color | 80            | 60 s               | función de seguridad UV superpuesta                         |
| 100     | color | 100           | 90 s               | logotipo de seguridad UV personalizable                     |
| 107     | B & W | 3000          | 15 s               | necesidad de recubrimiento                                  |
| 107C    | B & W | 3000          | 30 segundos.       | sin herramientas                                            |
| 108     | color | 75            | 60 s               | equilibrado para la luz del día o bombillas                 |
| Estudio | color | 125           | 90 s               | contraste medio, colores precisos                           |
| 64T     | color | 64            | 90 s               | equilibrado para luz de tungsteno (3200 K)                  |
| 611     | B & W | N / A         | 45 s               | bajo contraste con rango extendido, para grabación de video |
| 612     | B & W | 22,000 (!)    | 30 segundos.       | alto contraste para aplicaciones CRT                        |
| 664     | B & W | 100           | 30 segundos.       | grano fino, contraste medio                                 |
| 665     | B & W | 3000          | 30 segundos.       | produce un negativo utilizable                              |
| 667     | B & W | 3000          | 30 segundos.       | disponible en 20 paquetes!                                  |
| 668     | color | 80            | 60 s               | equilibrado para la luz del día o flash electrónico         |
| 669     | color | 80            | 60 s               | contraste medio con rango extendido                         |
| 690     | color | 125           | 90 s               | más latitud en el tiempo / temperaturas de desarrollo       |
| 691     | color | 80            | 4 min.             | transparencia para proyección aérea                         |
| 672     | B & W | 400           | 45 s               | contraste medio, grano fino                                 |
| 679     | color | 100           | 90 s               | menor contraste que el tipo 100                             |
| 689     | color | 100           | 90 s               | película "pro vívida": saturación de color superior         |

## Galería

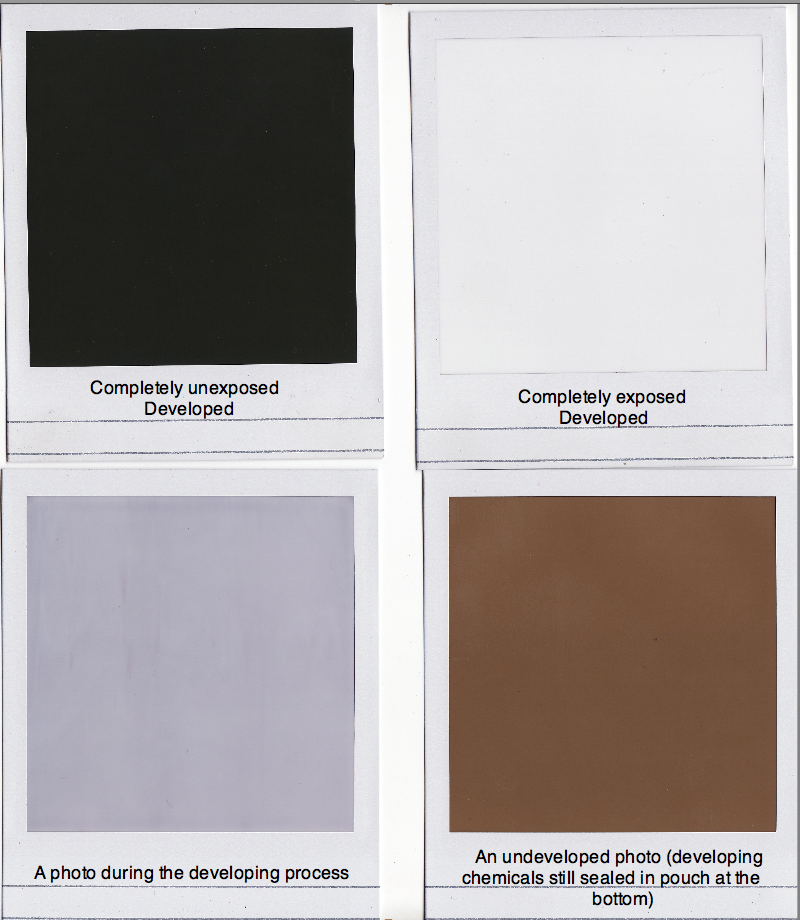
Diferentes etapas de la película instantánea.
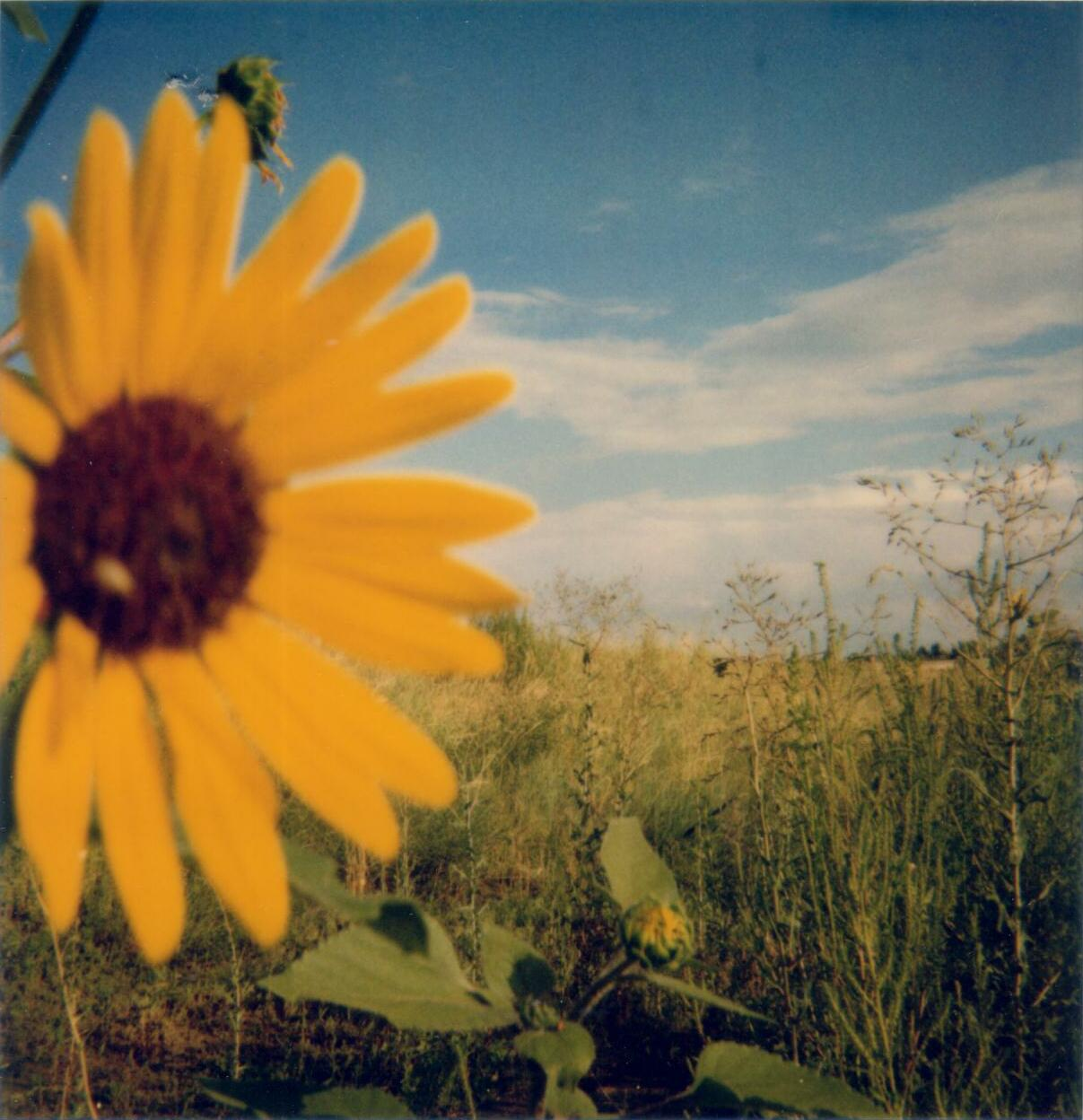
Un ejemplo de foto instantánea. Tipo 600, ISO 640, película a color.
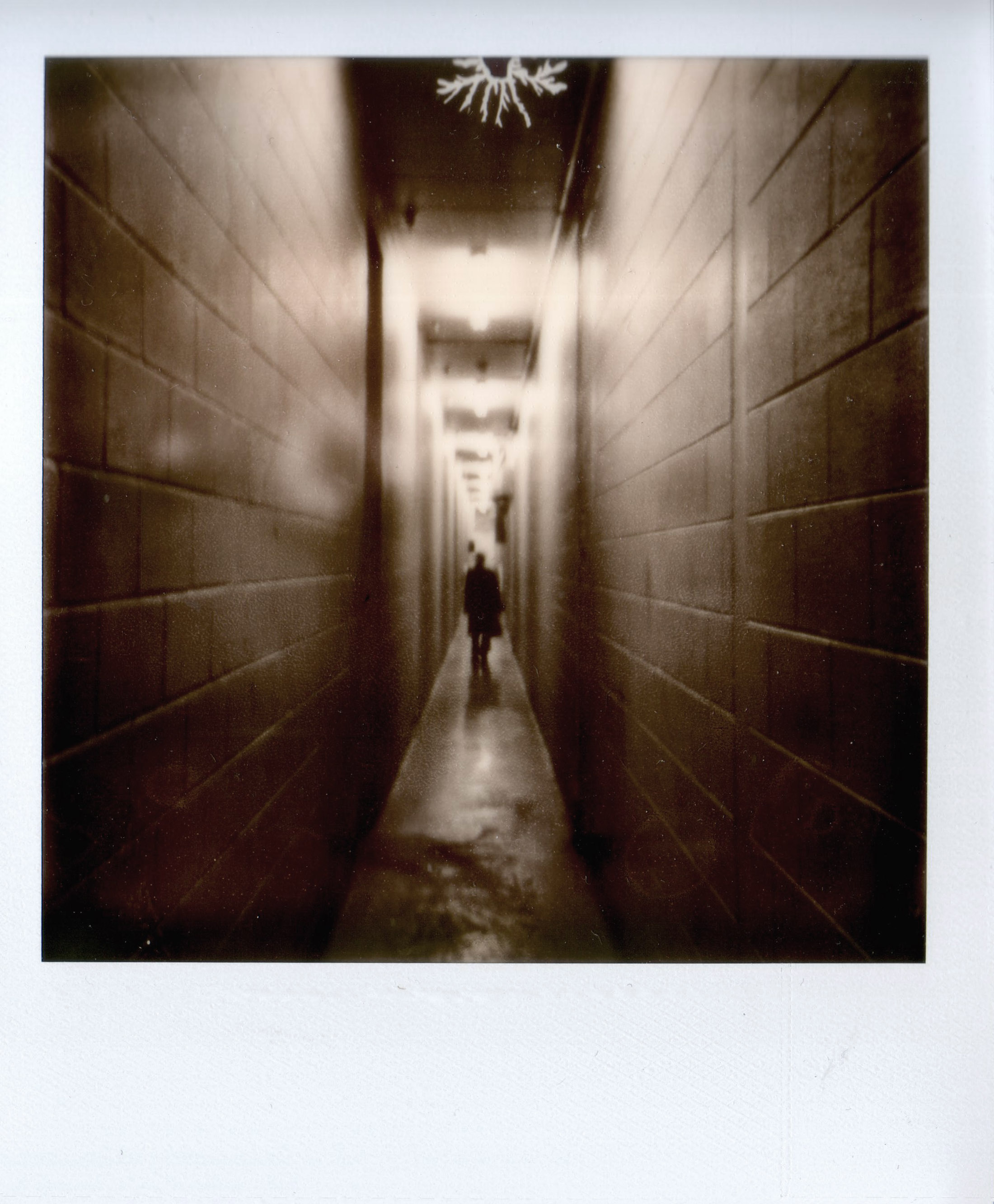
Foto en película Impossible Project PX600 Silver Shade UV+.